# Aeroporto Internacional de Ganja
O Aeroporto Internacional de Ganja (em azeri: Gəncə Beynəlxalq Hava Limanı) (IATA: KVD, ICAO: UBBG) é um aeroporto internacional localizado na cidade de Ganja, no Azerbaijão, sendo o segundo mais movimentado do país.